# 永井準一郎

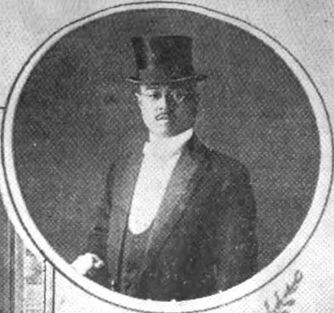
永井 準一郎

永井 準一郎（ながい じゅんいちろう、1882年（明治15年）7月7日 - 1955年（昭和30年）2月21日）は、日本の内務・警察官僚、弁護士。憲政会系官選大分県知事、千葉市長。

## 経歴
千葉県長狭郡北風原村（吉尾村、長狭町を経て現鴨川市）出身。永井謙蔵の長男として生まれる。第二高等学校を卒業。1908年、東京帝国大学法科大学法律学科（独法）を卒業。同年10月、樺太庁事務嘱託となる。1910年11月、文官高等試験行政科試験に合格。内務省に入省し鳥取県属となる。
以後、高知県警部、同警視・警務課長、同巡査教習所長、宮城県伊具郡長、同県栗原郡長、高知県警察部長、新潟県警察部長、徳島県内務部長などを歴任し、1924年7月、大阪府警察部長に就任。
1925年9月、大分県知事に就任。憲政会系であったが政党色をあまり出さない県政運営を行った。庭球が趣味で、部下にも庭球愛好家が集まり、熊谷一弥を招いて指導を受けたことなどから、大分県でテニスが盛んになったといわれる。1926年9月に休職となる。1928年9月27日に休職満期となり退官した。その後、1930年4月から大連市助役となった。
1934年12月から1946年4月まで千葉市長を三期務めた。その後、公職追放となり、弁護士を開業した。追放解除後の1955年死去。